# Preisniveaustabilität
Preisniveaustabilität (fälschlicherweise auch Preisstabilität) bedeutet die Konstanz des Preisindexes eines Güterbündels, das in einer Volkswirtschaft produziert bzw. konsumiert wird. Dies ist erfüllt, wenn sich innerhalb eines bestimmten Zeitintervalls das Preisniveau nicht bzw. kaum ändert. Dabei wird das augenblickliche Preisniveau mit dem Preisniveau einer zurückliegenden Periode verglichen. Preisniveaustabilität ist als Bestandteil des magischen Vierecks ein wichtiges wirtschaftspolitisches Ziel. Sie ist als Ziel rechtlich vorgeschrieben durch Art. 127 des Vertrags über die Arbeitsweise der Europäischen Union (früher EG-Vertrag (Art. 2)), in der Satzung der Europäischen Zentralbank, im deutschen Grundgesetz (Art. 88) sowie im Stabilitäts- und Wachstumsgesetz (1967).

## Komponenten der Preisniveaustabilität
Die Absicherung der Preise auf einem konstanten Preisniveau umfasst sowohl ein binnen- als auch ein außenwirtschaftliches Element. Beide müssen, nicht zwingend übereinstimmend, in dieselbe Richtung verlaufen. Vielmehr kann eine Währung einen soliden Innenwert aufweisen, während ihr Außenwert (= ihr Wert gegenüber anderen Währungen) sinkt.

### Das binnenwirtschaftliche Element
Das binnenwirtschaftliche Element ist das Bruttoinlandsprodukt. Es bildet sich aus Mengen-Preis-Komponenten. Inwiefern Preisniveaustabilität vorliegt, kann man mit einem Preisindex messen. Hier bieten sich Indizes für Konsumentenpreise, Industriepreise, Branchenpreise, Importpreise oder der BIP-Deflator an. Um Aussagen über eine allgemeine Preisniveaustabilität machen zu können, ist ein möglichst breiter Preisindex nötig. Viele Zentralbanken verwenden daher einen Konsumentenpreisindex.
Das um Preisänderungen bereinigte (nominale) Bruttoinlandsprodukt wird als reales Bruttoinlandsprodukt bezeichnet. Es lässt sich mittels folgender Formel aus dem nominalen Bruttoinlandsprodukt berechnen:
- {\displaystyle \mathrm {BIP} _{\text{real}}={\frac {\mathrm {BIP} _{\text{nominal}}}{\text{Preisindex}}}\cdot 100}

Preisniveaustabilität ermöglicht es den Unternehmern, die Kosten und Erlöse langfristig zu prognostizieren (Plankosten, Planerlöse). Stark steigende Preise gefährden die Geldfunktionen durch Verunsicherung der Käufer und Unternehmer und führen zu Ungleichgewichten, da Besitzer von Sachgütern (behalten ihren Wert) und Schuldner (ihre Schulden verlieren an Wert) von einer Inflation profitieren, während Gläubiger benachteiligt werden.
Deflation hingegen benachteiligt Schuldner und bevorzugt Gläubiger, was zu Schuldenkrisen führen kann. Wenn Wirtschaftssubjekte in Erwartung weiterer Lohn- und/oder Preissenkungen Kaufzurückhaltung praktizieren, kann es zu einer Deflationsspirale kommen.

### Das außenwirtschaftliche Element
Die Preisniveaustabilität hat einen außenwirtschaftlichen Aspekt, die Wechselkursstabilität. Hierbei sind vor allem zwei Faktoren wichtig: zum einen die Umtauschbarkeit einer Währung, die sogenannte Konvertibilität, und zum anderen die Preisbildung einer Währung mit Hilfe eines Wechselkurssystemes.
„Als volle Konvertibilität wird die von staatlichen Reglementierungen, Vorschriften und Beschränkungen freie, nicht begrenzte Umtauschbarkeit einer Währung in fremde Währungen durch In- und Ausländer bezeichnet.“ Hierin ist es irrelevant, ob der Wechsel der Währungen in Devisen zu einem festen oder flexiblen Wechselkurs stattfindet. Jedoch kann die Konvertibilität in einigen Fällen begrenzt sein. Zu nennen wäre hierbei die Inländerkonvertibilität, bei der ein Handel von Währungen nur für Inländer gestattet ist.
Wechselkursveränderungen entstehen aufgrund von fundamentalen Änderungen des Devisenangebots sowie der Devisennachfrage, aber auch infolge von spekulativen Angebots- und Nachfrageentwicklungen. Als Devisenangebot bezeichnet man das Angebot an ausländischer Währung im Inland. Eine Änderung des Devisenangebots entsteht zum Beispiel durch Warenexporte inländischer Unternehmen, durch Kapitalimporte oder durch Direktinvestitionen ausländischer Unternehmen im Inland. Als Devisennachfrage bezeichnet man die Nachfrage nach ausländischer Währung im Inland. Eine Änderung der Devisennachfrage ergibt sich beispielsweise aus Warenimporten inländischer Unternehmen, durch Kapitalexporte oder hinsichtlich Direktinvestitionen inländischer Unternehmen im Ausland.

## Abgrenzung des Begriffs
Preisniveaustabilität wird im allgemeinen Sprachgebrauch oft mit den Begriffen Preisstabilität und Geldwertstabilität gleichgesetzt.
In der heutigen Gesellschaft unterscheidet man kaum noch zwischen Preisstabilität und Preisniveaustabilität. Es ist nicht ganz unerheblich, zwischen den Einzelpreisen von Waren und Dienstleistungen und dem generellen Preisniveau zu differenzieren. Leichte Veränderungen einzelner Preise sind in einer Marktwirtschaft üblich, auch wenn insgesamt Preisstabilität herrscht. Aufgrund dessen muss eigentlich Preisniveaustabilität anstelle von Preisstabilität stehen. Würde man bezwecken, Preisstabilität zu erreichen, dann würden festgelegte Marktgegebenheiten schließlich beseitigt sein. Es ist Ausdruck des freien Spiels der Marktkräfte, dass einzelne Preise im Zeitablauf steigen, andere sinken und dritte konstant bleiben. Steigende und fallende Preise einzelner Waren und Dienstleistungen sind somit Ausdruck einer Zu- oder Abnahme der Nachfrage und des Angebots als auch struktureller Neuordnungen. Derartige Einzelpreisveränderungen sind für Anpassungsabläufe an solche Ansprüche unumgänglich. Ziel der Preisniveaustabilität ist es daher, den Gesamtwert eines Warenkorbes konstant zu halten, nicht hingegen jeden Einzelpreis der zahlreichen in diesem Korb enthaltenen Waren und Dienstleistungen.
Allerdings werden in der allgemeinen Literatur beide Begriffe als gleichwertig behandelt. Der Rat der Europäischen Zentralbank definiert Preisstabilität „als Anstieg des Harmonisierten Verbraucherpreisindexes (HVPI) für das Euro-Währungsgebiet von unter, aber nahe 2 % gegenüber dem Vorjahr.“

## Bedeutung von Preisniveaustabilität
„Preisniveaustabilität gehört zu den wichtigsten wirtschaftspolitischen Zielen, weil sie für den sozialen Frieden und das Funktionieren einer Marktwirtschaft wesentlich ist.“
Für eine gesellschaftliche Harmonie ist Preisniveaustabilität unentbehrlich, damit der Mensch sein Geld sichern kann. Heutzutage muss der Mensch das Einkommen, das er erwirtschaftet, nicht in der gleichen Periode investieren, in der er es verdient. Er kann Geld ansparen, um es beispielsweise später für vorgesehene Geschäfte, Reisen oder auch für die Altersvorsorge zu verwenden. Anteile des zurückgelegten Einkommens haben zum Zeitpunkt des Sparens eine bestimmte Kaufkraft. Die Kaufkraft bleibt aber nur erhalten, wenn sich das Preisniveau nicht verändert. Treten dann aber Preissteigerungen auf, nimmt die Kaufkraft des angesparten Einkommens ab. Im Extremfall kann das angesparte Geld fast seine gesamte Kaufkraft verlieren.
Preisniveaustabilität ist zudem von Bedeutung für das Funktionieren einer Marktwirtschaft, weil so eine beständige wirtschaftliche Entwicklung beibehalten werden kann. Der Preismechanismus regelt in der Marktwirtschaft, welche und zu welchem Zeitpunkt Investitionen ausgeübt werden. Wenn die reale Nachfrage nach bestimmten Waren oder Dienstleistungen steigt, aber im gleichen Moment das Angebot unverändert gehalten wird, dann steigen die Preise dieser Güter. Als Folge investieren die Unternehmen in diese Güter, weil sie dadurch höhere Gewinne erhoffen; zudem wird dadurch die anwachsende reale Nachfrage zufriedengestellt. Steigt dagegen das gesamte Preisniveau, könnten Unternehmen dies als Zeichen steigender realer Nachfrage auffassen und ihre Investitionstätigkeit ausdehnen. In Wirklichkeit steigt hingegen nur das Preisniveau, nicht aber die reale Nachfrage. Investieren die Unternehmen hingegen zusätzlich infolge einer inflatorischen Entwicklung, würden die neu erzeugten Kapazitäten aufgrund fehlender realer Nachfrage nicht genutzt werden können. Als Ergebnis wären viele Unternehmen zahlungsunfähig und müssten Insolvenz beantragen. Somit würde die Standhaftigkeit der wirtschaftlichen Entwicklung ins Stocken geraten.

## Preisniveaustabilität in der Europäischen Union
Im Rahmen der Europäischen Währungsunion wird die Preisniveaustabilität in der Euro-Zone mit Hilfe des Verbraucherpreisindex (VPI-EWU) kontrolliert. Dieser ergibt sich als das gewogene Mittel der harmonisierten Verbraucherpreisindizes der Mitgliedsstaaten. Das primäre Ziel der Preisniveaustabilität hat die Europäische Zentralbank mit einer Inflationsrate von unter 2 Prozent angegeben. Die Sicherung der Preisniveaustabilität ist international in den letzten Jahren zu einer Kernaufgabe der Geld- und Währungspolitik geworden.